# Języczka

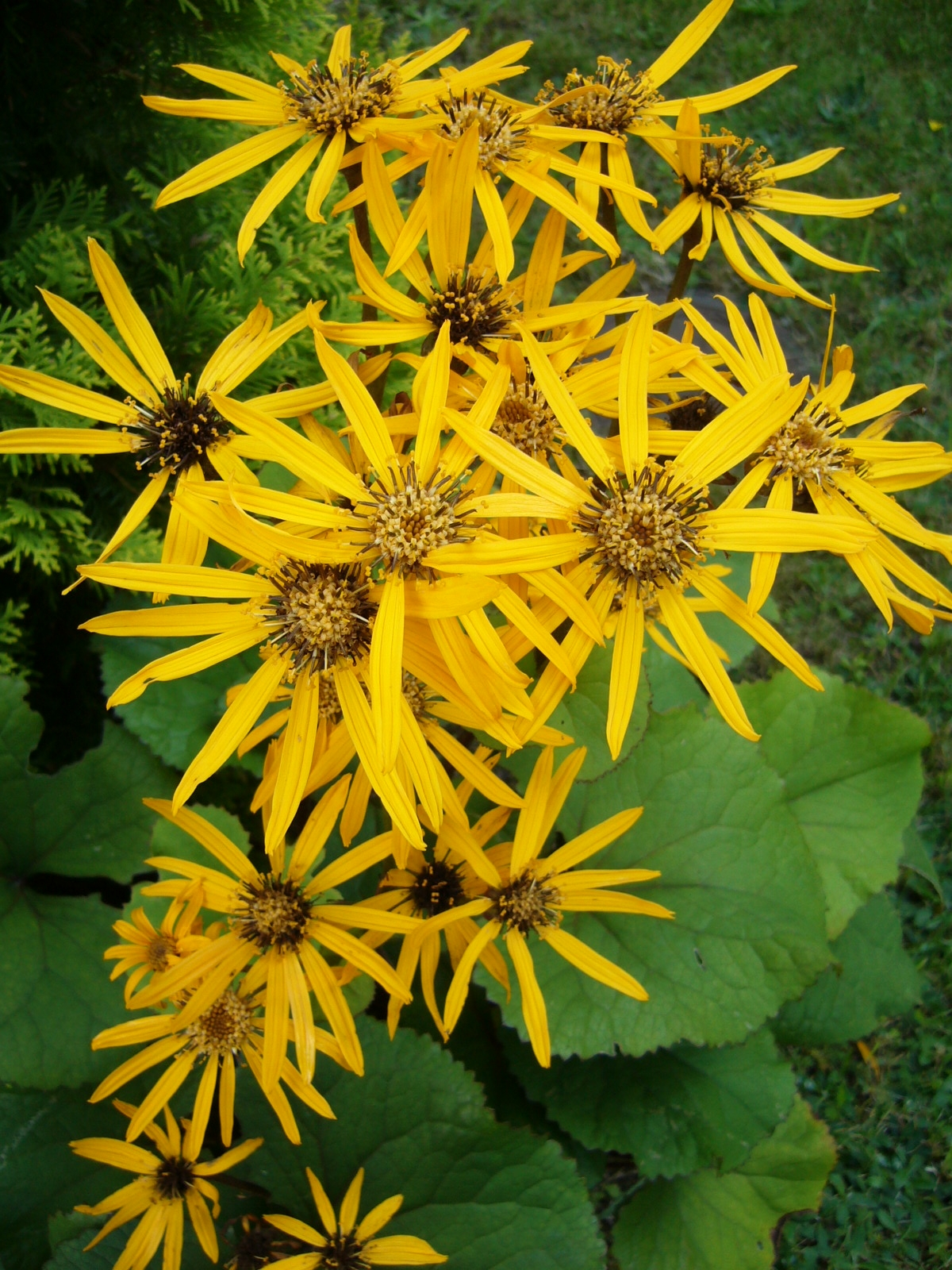
Języczka pomarańczowa (Ligularia dentata)

Języczka (Ligularia Cass.) – rodzaj bylin z rodziny astrowatych. Należy do niego ok. 150 gatunków. Zasięg rodzaju obejmuje Europę Środkową i Wschodnią oraz rozległe obszary Azji (bez jej południowych krańców). Centrum zróżnicowania stanowią Chiny, gdzie rosną 123 gatunki, w tym 89 endemitów. W Europie rosną dwa gatunki, z czego jeden rośnie jako rodzimy także w Polsce – języczka syberyjska L. sibirica. Rośliny te zasiedlają zwykle wilgotne lasy, często rosną nad strumieniami.
Liczne gatunki i mieszańce uprawiane są jako rośliny ozdobne. Do najpopularniejszych należy języczka pomarańczowa L. dentata i jej mieszańce oraz odmiany.

## Morfologia
PokrójByliny z krótkim kłączem i łodygą osiągającą do 2 m wysokości. Łodygi wyrastają zwykle pojedynczo z kłącza, są prosto wzniesione, u dołu otulone nasadami obumarłych liści. Pędy są nagie lub owłosione, korzenie tęgie lub cienkie.
LiścieSkrętoległe, dolne skupione w rozetę przyziemną. Ogonkowe, z rozszerzonymi nasadami ogonka pochwiasto obejmującymi łodygę. Blaszka okazała, dłoniasto lub pierzaście użyłkowana. Kształt ma zwykle nerkowaty lub zaokrąglony, rzadziej lancetowaty, eliptyczny lub jajowaty. Brzeg ząbkowany.
KwiatyZebrane w liczne koszyczki, a te w baldachogroniaste lub groniaste, rzadziej kłosokształtne kwiatostany złożone, rzadko koszyczki są pojedyncze. Okrywy są walcowate lub dzwonkowate o średnicy rzadko od kilku, zwykle od 16 do 28 mm. Listki okrywy wyrastają w kilku rzędach, są prosto wzniesione i wolne, mają kształt eliptyczny, lancetowaty do równowąskiego, na końcach są zielone lub zaczerwienione, na skraju bywają błoniaste. Dno kwiatostanowe jest płaskie lub wypukłe i gładkie – bez plewinek. Kwiatów języczkowych jest kilka do kilkunastu, są one zwykle okazałe, pomarańczowe do ceglastoczerwonych. Są one słupkowe i płodne. W środkowej części koszyczka rozwijają się kwiaty obupłciowe rurkowate. Ich korona jest w dole rurkowata, zakończona 5 równowąskimi łatkami, barwy żółtopomarańczowej do pomarańczowej, brązowieje w czasie kwitnienia.
OwoceNiełupki barwy słomiastej lub brązowej są elipsoidalne, czasem wrzecionowate lub walcowate, 5- lub 10-żebrowe i nagie. Puch kielichowy w postaci kilkudziesięciu do ponad stu czerwonawych, piórkowatych włosków.

## Systematyka
Pozycja systematyczna

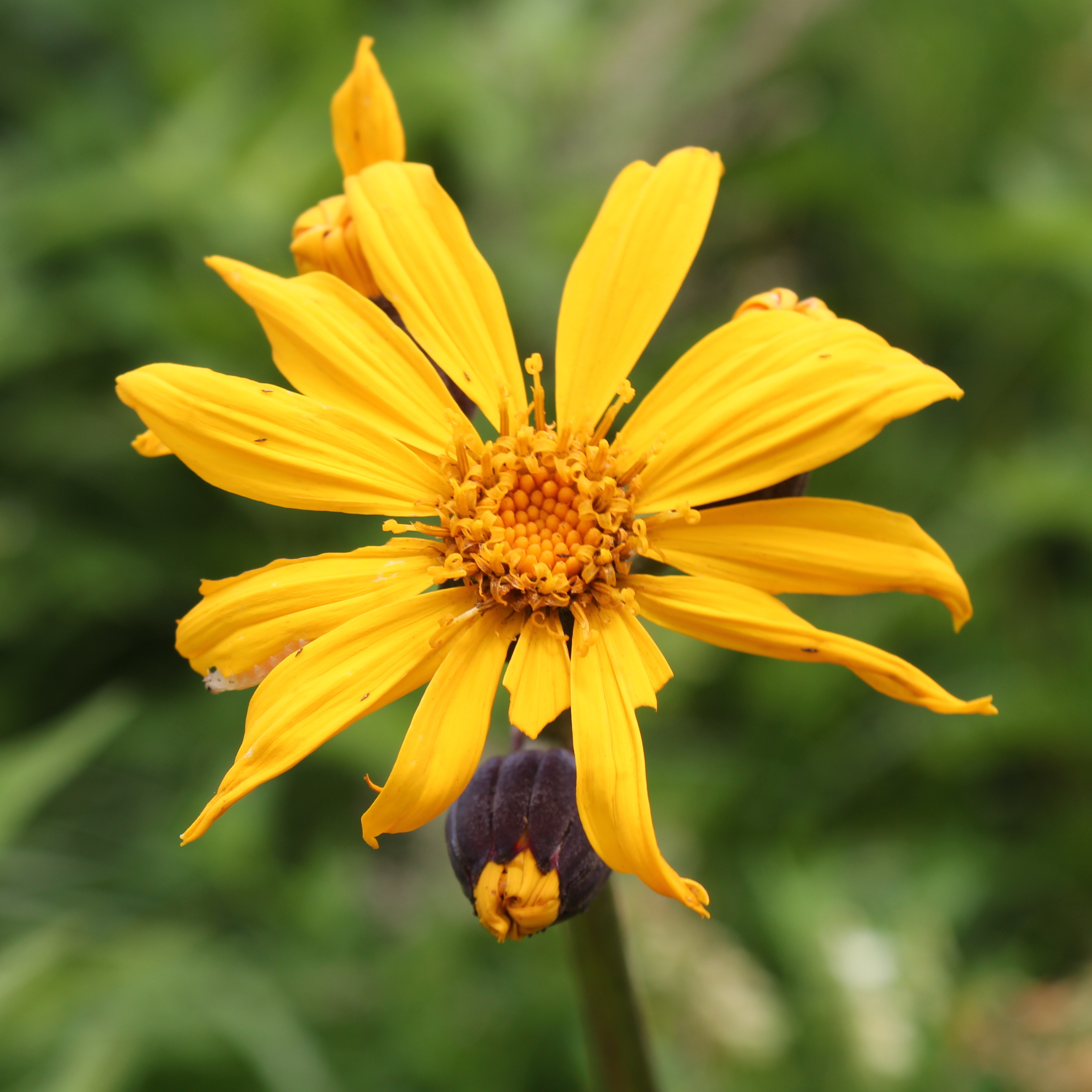
Ligularia dentata

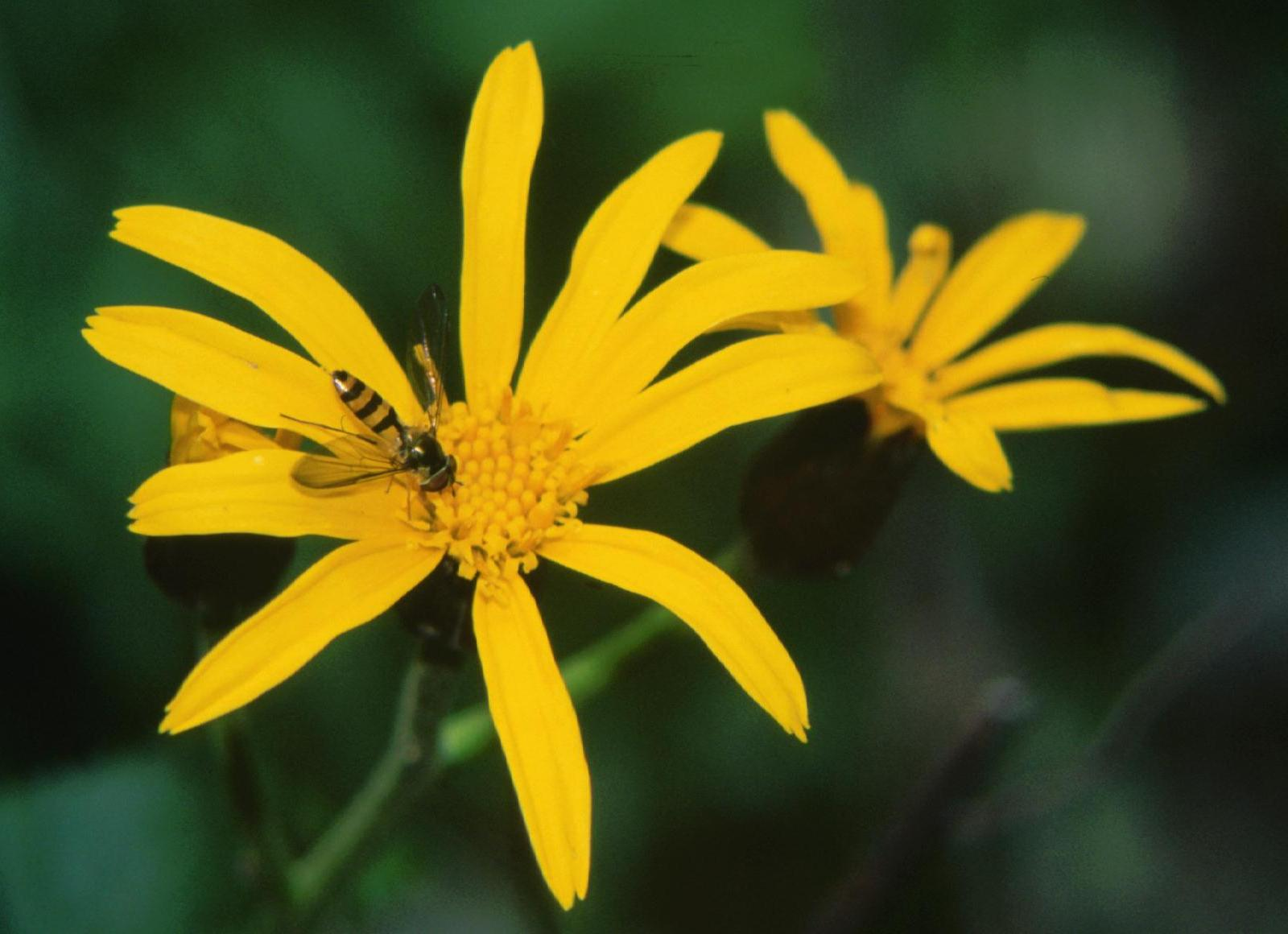
Ligularia fischeri

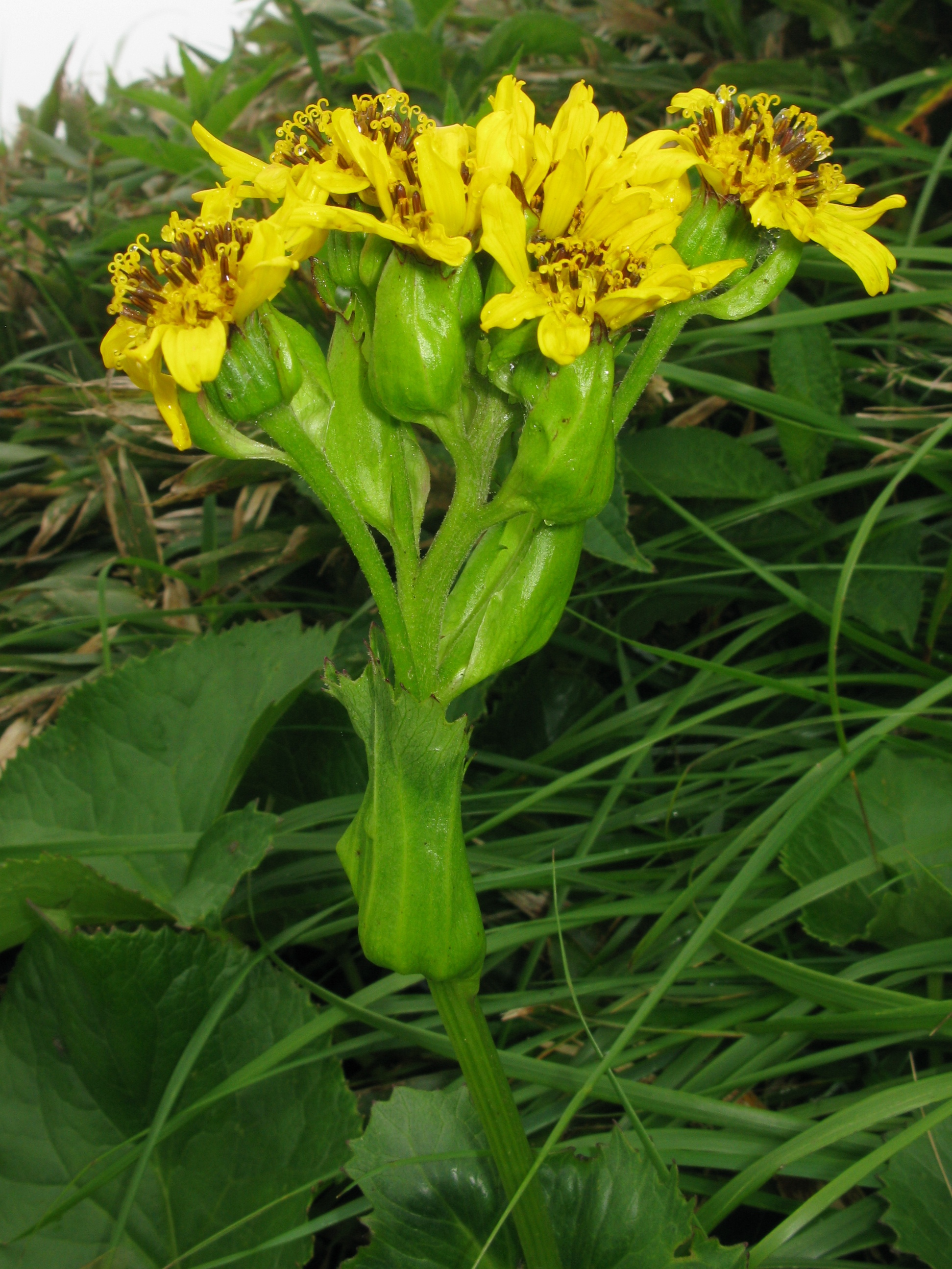
Ligularia hodgsonii

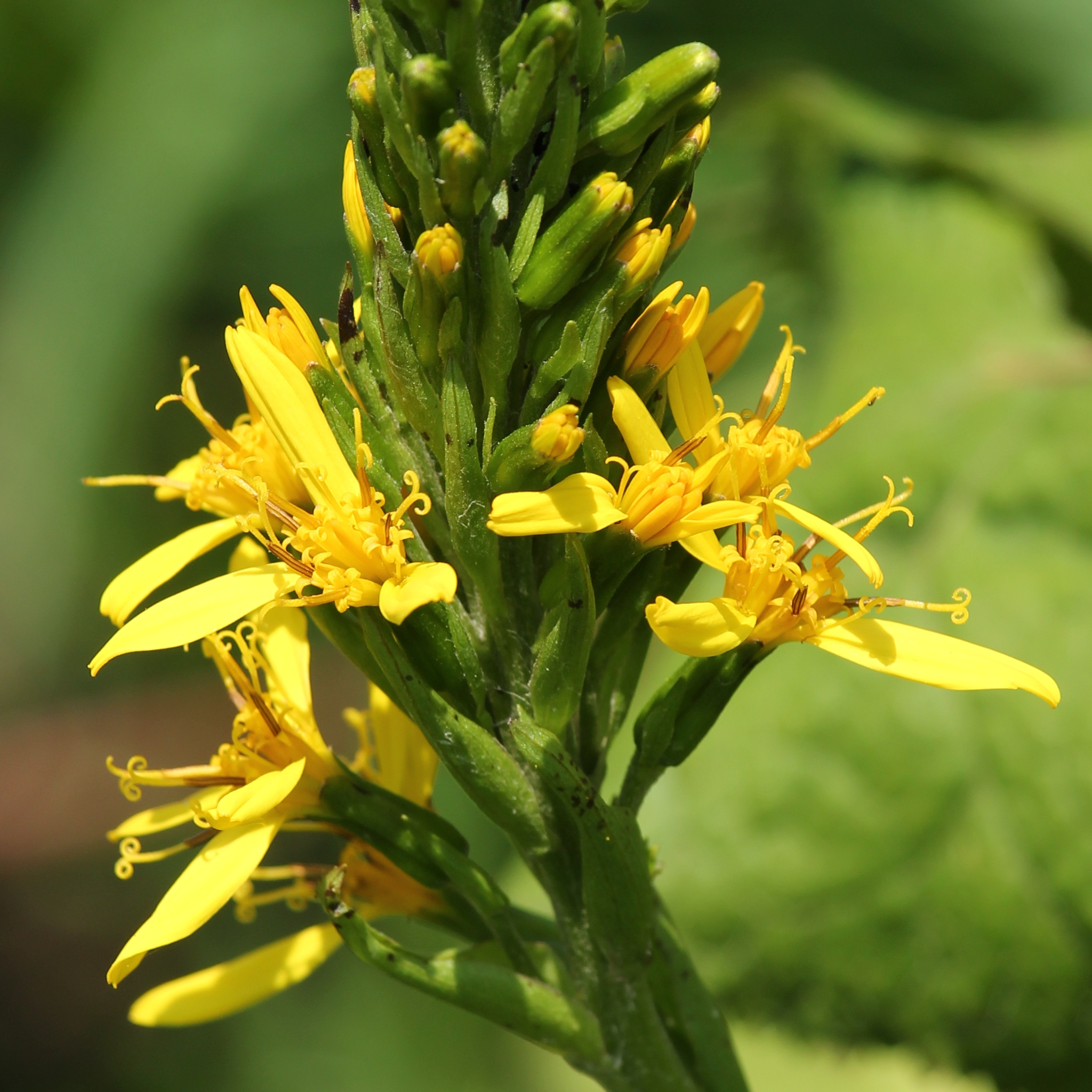
Ligularia stenocephala

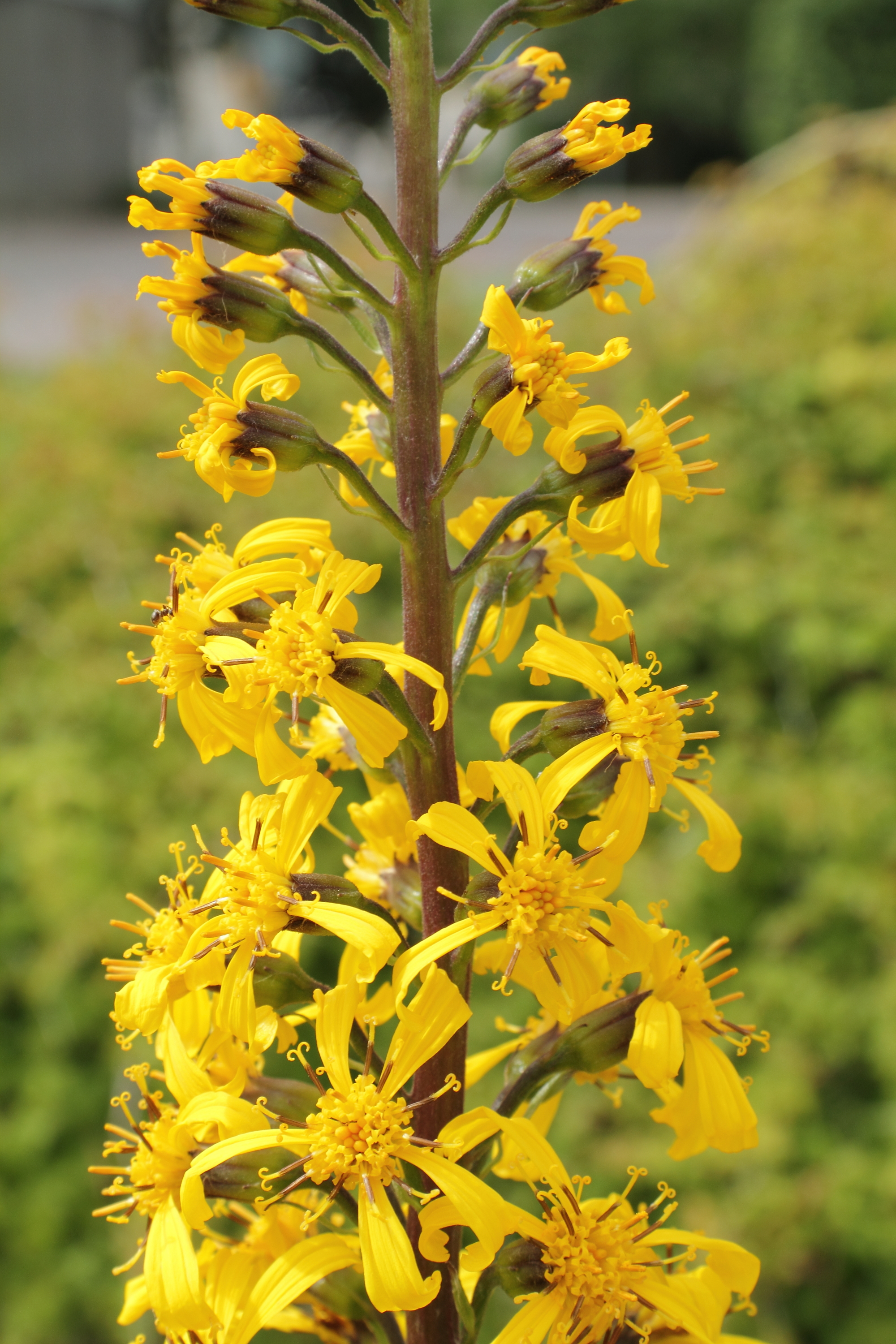
Ligularia wilsoniana

Rodzaj z rodziny astrowatych Asteraceae z podrodziny Asteroideae z plemienia Senecioneae i podplemienia Tussilagininae. W starszych ujęciach z rodzaju wyłączane były gatunki alpejskie z Chin w osobny rodzaj Cyathocephalum
Wykaz gatunków
- Ligularia achyrotricha (Diels) Ling
- Ligularia afghanica Pojark.
- Ligularia alatipes Hand.-Mazz.
- Ligularia alpigena Pojark.
- Ligularia altaica DC.
- Ligularia alticola Vorosch.
- Ligularia amplexicaulis DC.
- Ligularia angusta (Nakai) Kitam.
- Ligularia anoleuca Hand.-Mazz.
- Ligularia atkinsonii S.W.Liu
- Ligularia atroviolacea (Franch.) Hand.-Mazz.
- Ligularia biceps Kitag.
- Ligularia botryodes (C.Winkl.) Hand.-Mazz.
- Ligularia brassicoides Hand.-Mazz.
- Ligularia caloxantha Hand.-Mazz.
- Ligularia calthifolia Maxim. – języczka kaczeńcowata
- Ligularia carpatica (Schott, Nyman & Kotschy) Pojark.
- Ligularia chalybea S.W.Liu
- Ligularia changiana S.W.Liu ex Y.L.Chen & Z.Yu Li
- Ligularia chekiangensis Kitam.
- Ligularia chimiliensis C.C.Chang
- Ligularia confertiflora C.C.Chang
- Ligularia cremanthodioides Hand.-Mazz.
- Ligularia cuneata S.W.Liu & T.N.Ho
- Ligularia curvisquama Hand.-Mazz.
- Ligularia cyathiceps Hand.-Mazz.
- Ligularia cymbulifera (W.W.Sm.) Hand.-Mazz.
- Ligularia cymosa (Hand.-Mazz.) S.W.Liu
- Ligularia dalaolingensis W.Q.Fei & L.Wang
- Ligularia dentata (A.Gray) H.Hara – języczka pomarańczowa
- Ligularia dictyoneura (Franch.) Hand.-Mazz.
- Ligularia discoidea S.W.Liu
- Ligularia dolichobotrys Diels
- Ligularia duciformis (C.Winkl.) Hand.-Mazz.
- Ligularia dux (C.B.Clarke) Y.Ling
- Ligularia eriocaulis M.Zhang & L.S.Xu
- Ligularia euryphylla (C.Winkl.) Hand.-Mazz.
- Ligularia fangiana Hand.-Mazz.
- Ligularia fargesii Diels
- Ligularia fauriei Koidz.
- Ligularia fischeri (Ledeb.) Turcz. – języczka Fischera
- Ligularia franchetiana (H.Lév.) Hand.-Mazz.
- Ligularia ghatsukupa Kitam.
- Ligularia glauca (L.) O.Hoffm.
- Ligularia hamiica C.H.An
- Ligularia heterophylla Rupr.
- Ligularia hodgsonii Hook.f.
- Ligularia hookeri (C.B.Clarke) Hand.-Mazz.
- Ligularia hopeiensis Nakai
- Ligularia ianthochaeta C.C.Chang
- Ligularia intermedia Nakai
- Ligularia jacquemontiana (Decne.) M.A.Rau
- Ligularia jaluensis Kom.
- Ligularia jamesii (Hemsl.) Kom.
- Ligularia japonica (Thunb.) Less. – języczka japońska
- Ligularia jiajinshanensis Y.S.Chen
- Ligularia kaialpina Kitam.
- Ligularia kanaitzensis (Franch.) Hand.-Mazz.
- Ligularia kantingensis S.W.Liu
- Ligularia kingiana (W.W.Sm.) R.Mathur
- Ligularia knorringiana Pojark.
- Ligularia kojimae Kitam.
- Ligularia konkalingensis Hand.-Mazz.
- Ligularia kunlunshanica C.H.An
- Ligularia lamarum (Diels) C.C.Chang
- Ligularia lancifera (J.R.Drumm.) R.C.Srivast. & C.Jeffrey
- Ligularia lanipes (Vorosch.) Vyschin
- Ligularia lankongensis (Franch.) Hand.-Mazz.
- Ligularia lapathifolia (Franch.) Hand.-Mazz.
- Ligularia latihastata Hand.-Mazz.
- Ligularia latiligulata (R.D.Good) Spring.
- Ligularia latipes S.W.Liu
- Ligularia leveillei (Vaniot) Hand.-Mazz.
- Ligularia lhunzensis Y.S.Chen
- Ligularia liatroides (C.Winkl.) Hand.-Mazz.
- Ligularia lidjiangensis Hand.-Mazz.
- Ligularia limprichtii (Diels) Hand.-Mazz.
- Ligularia lingiana S.W.Liu
- Ligularia longifolia Hand.-Mazz.
- Ligularia longihastata Hand.-Mazz.
- Ligularia macrodonta Ling
- Ligularia macrophylla (Ledeb.) DC. – języczka wielkolistna
- Ligularia × maoniushanensis X.Gong & Y.Z.Pan
- Ligularia melanocephala (Franch.) Hand.-Mazz.
- Ligularia melanothyrsa Hand.-Mazz.
- Ligularia microcardia Hand.-Mazz.
- Ligularia microcephala Hand.-Mazz.
- Ligularia mongolica (Turcz.) DC.
- Ligularia mortonii (C.B.Clarke) Hand.-Mazz.
- Ligularia muliensis Hand.-Mazz.
- Ligularia myriocephala Ling
- Ligularia nanchuanica S.W.Liu
- Ligularia nelumbifolia Hand.-Mazz.
- Ligularia nyingchiensis S.W.Liu
- Ligularia odontomanes Hand.-Mazz.
- Ligularia oligonema Hand.-Mazz.
- Ligularia pachycarpa (C.B.Clarke ex Hook.f.) Kitam.
- Ligularia paradoxa Hand.-Mazz.
- Ligularia parvifolia C.C.Chang
- Ligularia pavlovii (Lipsch.) Cretz.
- Ligularia petiolaris Hand.-Mazz.
- Ligularia philanthrax Lazkov & Sennikov
- Ligularia phoenicochaeta (Franch.) Hand.-Mazz.
- Ligularia phyllocolea Hand.-Mazz.
- Ligularia platyglossa (Franch.) Hand.-Mazz.
- Ligularia pleurocaulis Hand.-Mazz.
- Ligularia potaninii (C.Winkl.) Ling
- Ligularia przewalskii (Maxim.) Diels – języczka Przewalskiego
- Ligularia pterodonta C.C.Chang
- Ligularia pubifolia S.W.Liu
- Ligularia purdomii (Turrill) Chitt.
- Ligularia pyrifolia S.W.Liu
- Ligularia qiaojiaensis Y.S.Chen & H.J.Dong
- Ligularia retusa DC.
- Ligularia rockiana Hand.-Mazz.
- Ligularia ruficoma (Franch.) Hand.-Mazz.
- Ligularia rumicifolia (J.R.Drumm.) S.W.Liu
- Ligularia sachalinensis Nakai – języczka sachalińska
- Ligularia sagitta (Maxim.) Mattf. ex Rehder & Kobuski
- Ligularia schmidtii (Maxim.) Makino
- Ligularia secunda Y.S.Chen
- Ligularia sibirica (L.) Cass. – języczka syberyjska
- Ligularia sichotensis Pojark.
- Ligularia stenocephala (Maxim.) Matsum. & Koidz. – języczka strzelista
- Ligularia stenoglossa (Franch.) Hand.-Mazz.
- Ligularia subsagittata Pojark.
- Ligularia subspicata (Bureau & Franch.) Hand.-Mazz.
- Ligularia talassica Pojark.
- Ligularia tangutorum Pojark.
- Ligularia tenuicaulis C.C.Chang
- Ligularia tenuipes Diels
- Ligularia tongkyukensis Hand.-Mazz.
- Ligularia tongolensis (Franch.) Hand.-Mazz.
- Ligularia transversifolia Hand.-Mazz.
- Ligularia trichocephala Pojark.
- Ligularia tsangchanensis (Franch.) Hand.-Mazz.
- Ligularia tulupanica C.H.An
- Ligularia veitchiana (Hemsl.) Greenm. – języczka Veitcha
- Ligularia vellerea Hand.-Mazz.
- Ligularia virgaurea Mattf. ex Rehder & Kobuski
- Ligularia vorobievii Vorosch. – języczka Vorobiewa
- Ligularia wilsoniana (Hemsl.) Greenm. – języczka Wilsona
- Ligularia xanthotricha (Grüning) Ling
- Ligularia xinjiangensis Chang Y.Yang & S.L.Keng
- Ligularia yoshizoeana (Kitam.) Kitam.
- Ligularia yunnanensis (Franch.) C.C.Chang
- Ligularia zhengyiana Xin W.Li, Q.Luo & Q.L.Gan
- Ligularia zhouquensis W.D.Peng & Z.X.Peng

## Zastosowanie
Niektóre gatunki ze względu na swój pokrój, bujne ulistnienie i ładne kwiaty są uprawiane jako rośliny ozdobne. Są to rośliny tworzące duże i silnie rozrastające się kępy. Nadają się głównie na wilgotne stanowiska, np. na obrzeża oczek wodnych. Rozmnaża się je przez nasiona wysiewane jesienią lub wiosną, albo przez sadzonki. Dość często żerują na nich ślimaki.
Gatunki uprawiane w Polsce
- języczka dłoniasta Ligularia ×palmatiloba hort.
- języczka Fischera Ligularia fischeri (Ledeb.) Turcz.
- języczka Hessego Ligularia ×hessei (Hesse) Bergmans
- języczka japońska Ligularia japonica DC.
- języczka kaczeńcowata Ligularia calthifolia Maxim.
- języczka pomarańczowa Ligularia dentata (A. Gray) H. Hara
- języczka Przewalskiego Ligularia przewalskii (Maxim.) Diels
- języczka sachalińska Ligularia sachalinensis Nakai
- języczka strzelista, wąskogłówkowa Ligularia stenocephala Matsum. & Koidz.
- języczka Veitcha Ligularia veitchiana (Hemsl.) Greenm.
- języczka Vorobiewa Ligularia vorobievii Vorosch.
- języczka wielkolistna Ligularia macrophylla DC.
- języczka Wilsona Ligularia wilsoniana (Hemsl.) Greenm.